# Гражданство на Европейския съюз
Гражданството на Европейския съюз, наричано неправилно европейско гражданство, е правен статут на гражданите на страните-членки на Европейския съюз.
То не премахва националното гражданство на отделните страни-членки, а го допълва със съвкупност от допълнителни права. Гражданството на Европейския съюз е учредено с Договора от Маастрихт, подписан през 1992 г. В преамбюла на договора страните – членки на ЕС, заявяват, че са „решени да създадат общо гражданство за гражданите на своите държави“, чиято цел е „да укрепва закрилата на правата и интересите на гражданите на държавите членки“. Въвеждането на гражданство на Съюза показва желанието на страните членки да установят пряка политическа връзка между ЕС и конкретното физическо лице, да спомогнат за по-активното му участие в социално-икономическия и политическия живот в държавата членка, на територията на която то пребивава, без да бъде неин гражданин. Същевременно гражданството на Съюза е една от особеностите на Европейския съюз, която отдалечава Съюза от класическото разбиране за международна организация.

## Кой е европейски гражданин?
Самата правна уредба на европейското гражданство се съдържа в Част II на Договор за функциониране на Европейския съюз – ДФЕС (предишен Договор за Европейската общност – ДЕО) и в редица други документи.
| „ | Член 20 (предишен член 17 от ДЕО) 1. Създава се гражданство на Съюза. Всяко лице, което притежава гражданство на държава членка, е гражданин на Съюза. Гражданството на Съюза се добавя към, а не замества националното гражданство. | “ |

Така формулираното определение за гражданството на Съюза дава основание да се направи заключението, че придобиване на европейско гражданство е невъзможно без предшестващо притежаване или придобиване на национално гражданство на държава членка на ЕС. Така според договорите личният и неделим статус на гражданин на дъжава – членка на ЕС, води до фактическо положение, при което той става субект на права и задължения, свойствени на ЕС, които се закрилят не само в рамките на Съюза, но и извън него. Притежаването на национално гражданство на страна – членка на Съюза, е абсолютно изискуемо условие за придобиване на гражданство на Съюза. Обратната хипотеза обаче е невъзможна – Гражданството на Съюза не може да бъде използвано, за да се придобие гражданство на друга държава членка, различна от държавата членка, чиито гражданин е съответното лице. Същевременно Договорът от Рим не изземва правото на отделните страни – членки на Съюза, сами да определят условията за придобиване и изгубване на националното си гражданство.